# ドナルド・バーセルミ
ドナルド・バーセルミ（Donald Barthelme、1931年4月7日 - 1989年7月23日）は、アメリカ合衆国の小説家。
アメリカのポストモダン文学を代表する作家の一人で、主に短編作品を得意とした作家として知られている。弟のフレデリック・バーセルミ、スティーブン・バーセルミ、ピーター・バーセルミもそれぞれ作家。

## 経歴
ペンシルベニア州フィラデルフィアに生まれる。父は著名な前衛建築家であった。ヒューストン大学でジャーナリズムを専攻、在学中より『ヒューストン・ポスト』に音楽・映画批評などを寄稿。1953年に徴兵され朝鮮半島に渡るが、間もなく朝鮮戦争が終結したため実戦は経験しないままだった。帰国後も同大学に1957年まで在籍し哲学などを学んだ（学位はとらなかった）。自由時間にはもっぱら黒人ジャズクラブに出入りしてライオネル・ハンプトン、ペック・ケリーなどを好んで聞き、しばしばジャズの即興に例えられる彼の小説作品の文体の下地となった。
その後新聞記者やヒューストン大学の『フォーラム』誌、美術誌『ロケーション』の編集者、教員などを経験しながら文学修行に励む。特に『ロケーション』に携わっている間に美術関係者と親交を持ち、現代芸術とその理論から多くを学んだ。1961年、ヒューストン美術館のディレクターに就任するとともに、『ニューヨーカー』に短編作品を寄稿、以後同誌を中心に短編作品を発表し続けた。
パロディやメタフィクションの技法を駆使しつつ、シュールな情景の中に現代の風俗や言葉の断片をコラージュ的に繋ぎ合わせてゆく彼の短編は当時の若者から支持され、ピンチョン、バースなどとともにニューフィクションの旗手と目された。代表的な短編集に『帰れ、カリガリ博士』『口に出せない習慣、奇妙な行為』など、他に寓話的な語り口をもつ断章形式の長編『雪白姫』『死父』などがある。
生涯で四度結婚しており、二番目の妻ヘレンは後に彼の回想録を執筆している。1989年に癌により死去。

## 作品

### 短編集
- 『帰れ、カリガリ博士』(Come Back, Dr. Caligari)  1964年
- 『口に出せない習慣、奇妙な行為』(Unspeakable Practices, Unnatural Acts、サンリオSF文庫） 1968年
- 『シティ・ライフ』(City Life） 1970年
- 『哀しみ』(Sadness） 1972年
- 『罪深き愉しみ』(Guilty Pleasures、サンリオSF文庫） 1974年
- 『アマチュアたち』(Amateurs、現代アメリカ文学叢書10） 1976年、のちサンリオSF文庫
- Great Days 1979年
- Sixty Stories 1981年
- Overnight to Many Distant Cities 1983年
- Sam's Bar 1987年
- Forty Stories 1987年
- Flying to America: 45 More Stories 2007年
- The Baby 1987年

### 長編
- 『雪白姫』(Snow White、白水Uブックス） 1967年
- 『死父』(The Dead Father） 1975年
- 『パラダイス』(Paradise） 1986年
- 『王』(The King） 1990年